# Arcoa
Arcoa Urb. é um género botânico pertencente à família Fabaceae, subfamília Caesalpinioideae, tribo Caesalpinieae.

## Espécies
Apresenta uma única espécie:
- Arcoa gonavensis Urb.